# Chiesa di Santa Maria del Suffragio (Rovereto)
La chiesa di Santa Maria del Suffragio, o chiesa della Beata Maria Vergine del Suffragio, è una chiesa di Rovereto del XVII secolo, posta all'angolo tra via Calcinari e piazza del Suffragio.

## Storia

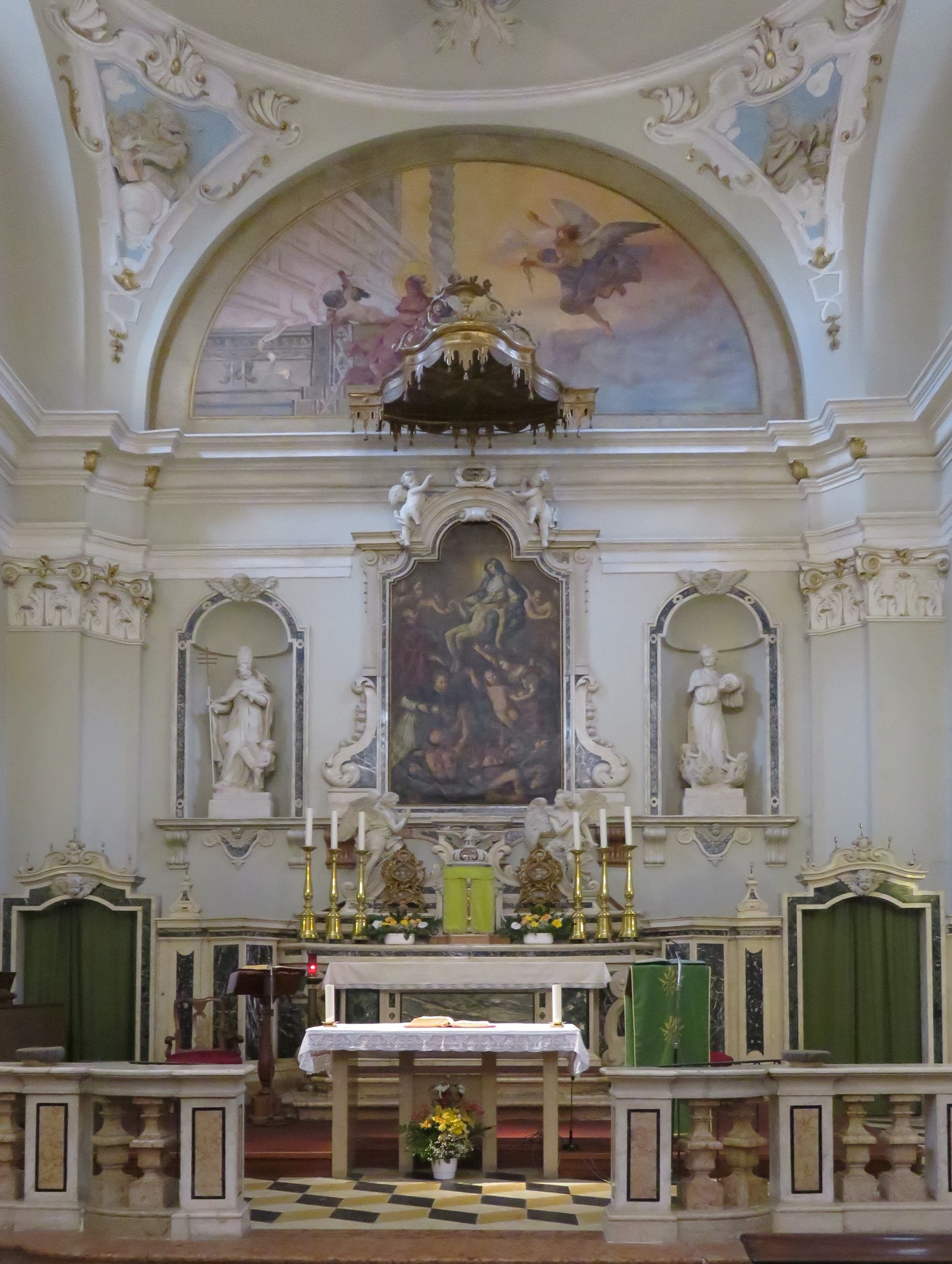
Altare maggiore

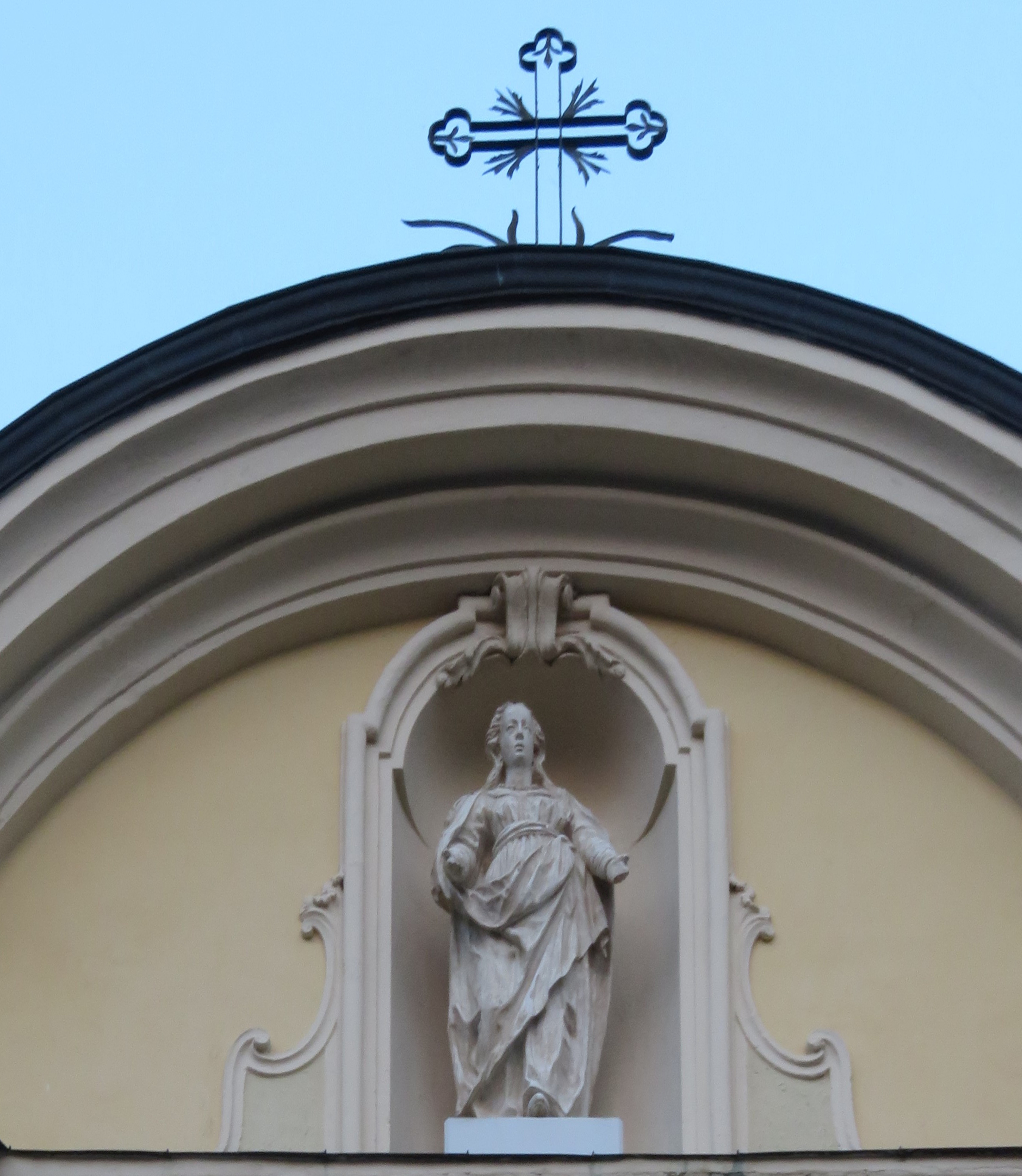
L'Immacolata. Copia della statua lignea di Raphael Barat posta nella nicchia superiore della facciata della chiesa

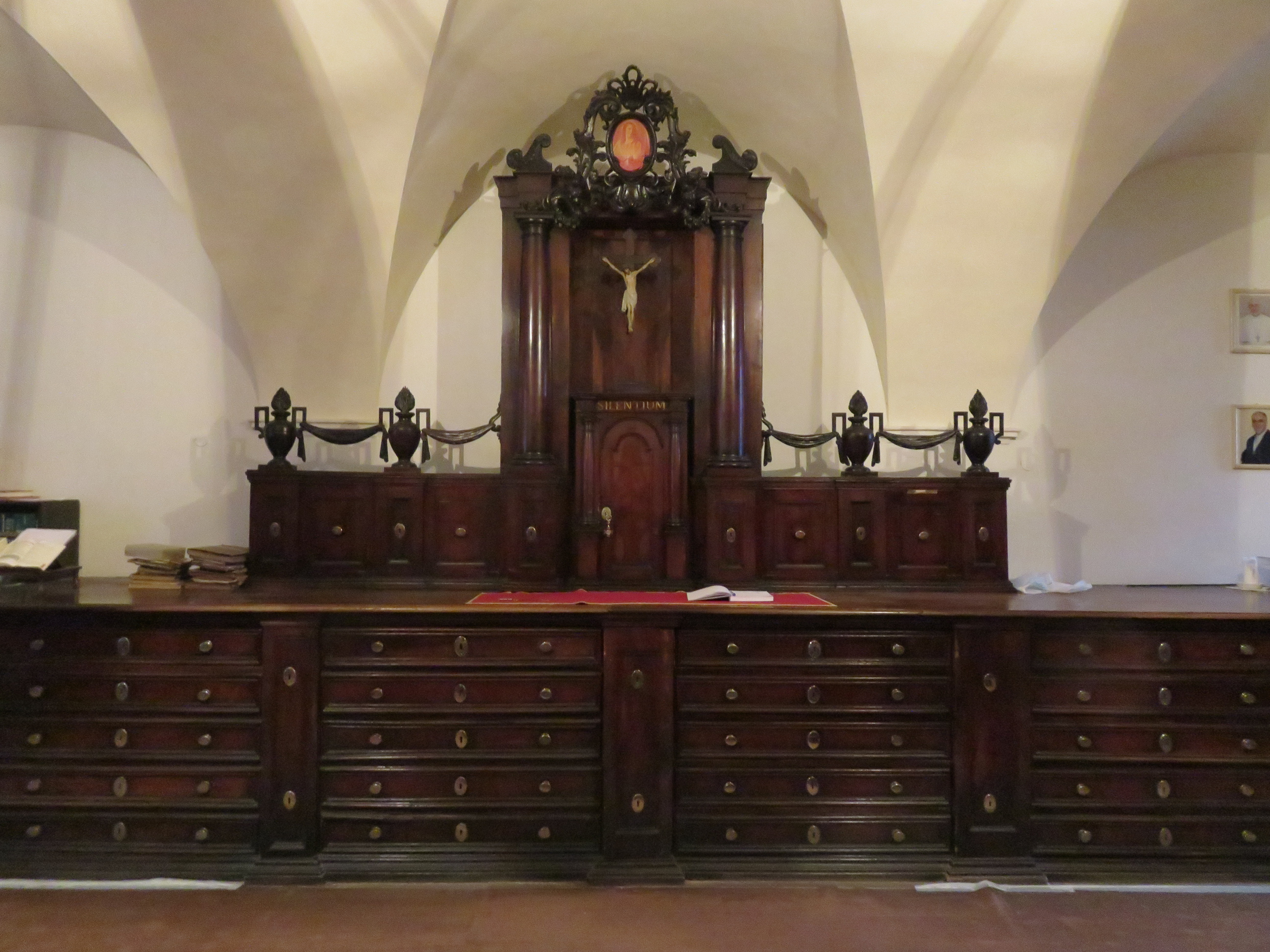
Sagrestia

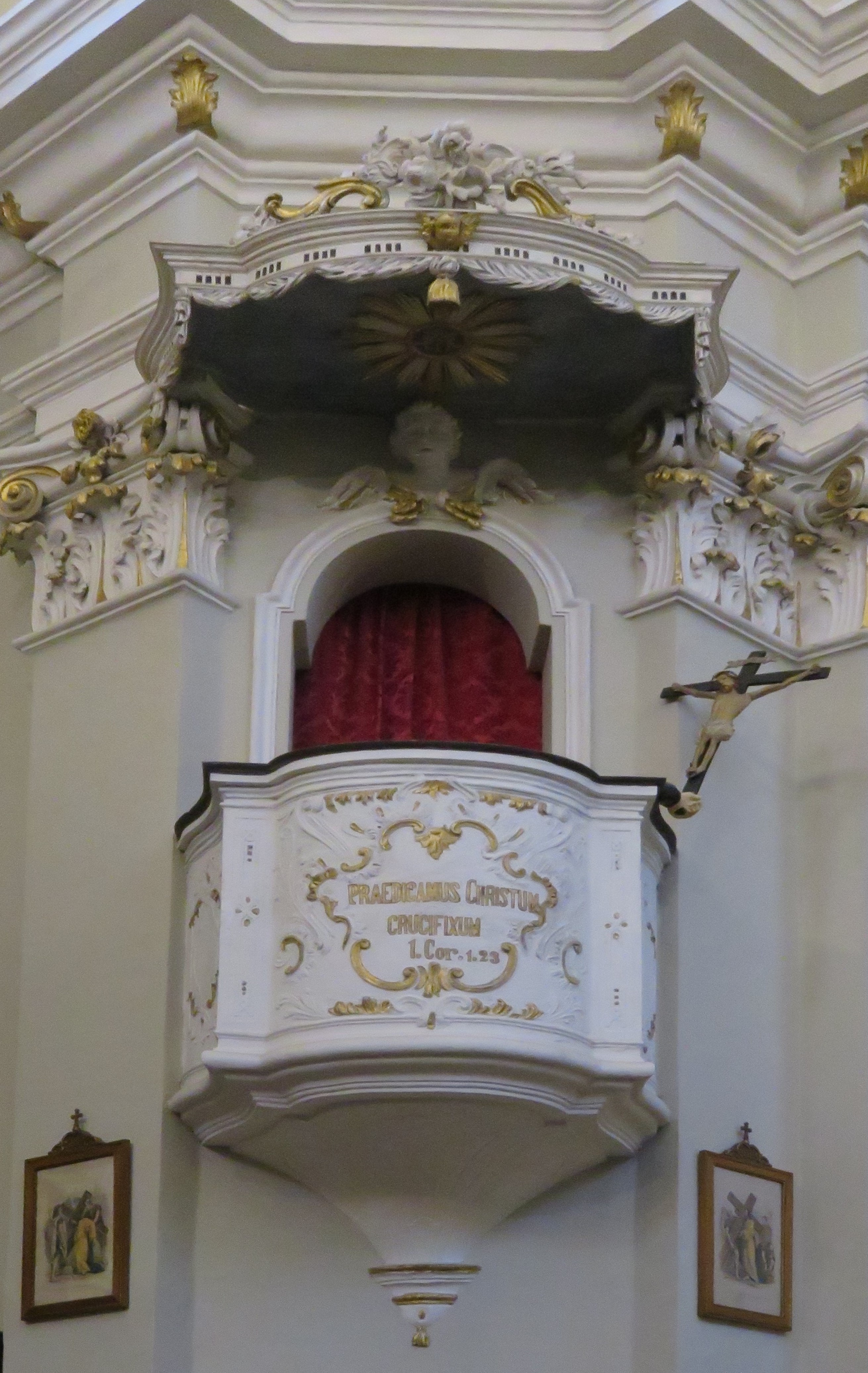
Pulpito principale

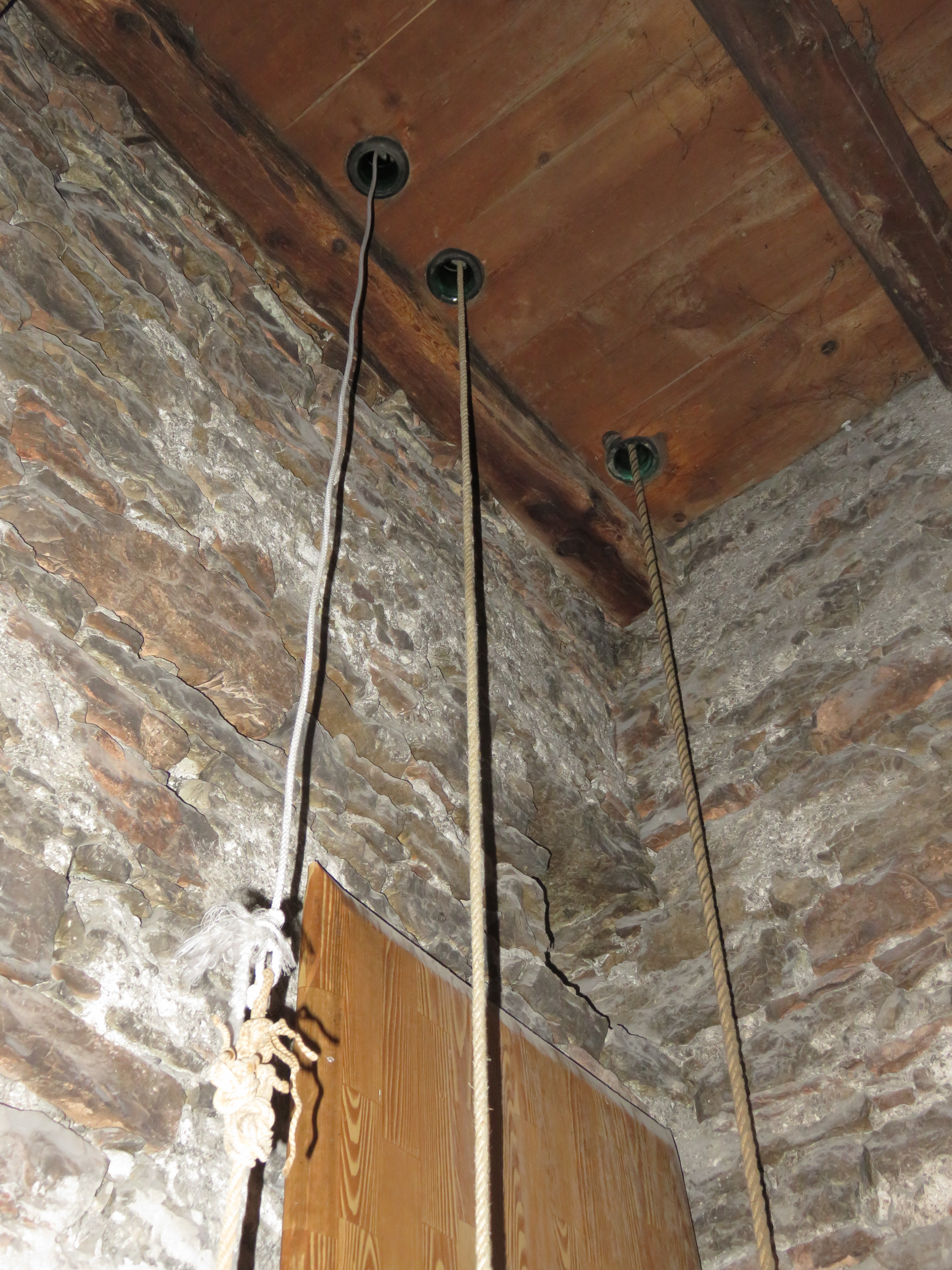
Interno del campanile, le corde delle campane

Voluta dalla Confraternita di Santa Maria del Suffragio fu costruita dal capo muratore milanese Andrea Colomba e divenne presto il luogo di culto di elezione della comunità di lingua tedesca di Rovereto.
La chiesa è stata ristrutturata nel 2000.

## Descrizione

### Interni
L'interno è ad ampia ed unica navata e presenta, oltre all'altar maggiore, quattro altari laterali.
Una caratteristica della chiesa è la presenza di quattro pulpiti che sono posizionati ai quattro angoli della navata.

### Esterni
La facciata presenta due piani strutturali sormontati da un frontone barocco dal contorno odulato. Sono presenti nove nicchie ma solo cinque sono occupate da statue della Madonna, di san Pietro, di san Paolo e dei vescovi sant'Ambrogio e sant'Agostino.
Negli anni precedenti la prima guerra mondiale le nove statue che decoravano la facciata, in legno dorato, opera dello scultore del legno Raphael Barat, vennero rimosse per essere portare ad Ortisei ed essere restaurate, ma il lavoro non venne mai eseguito, e le statue sono rimaste come allora, conservate nella navata della chiesa o nella sacrestia.
La facciata della chiesa venne restaurata nel 1981 e un nuovo intervento ebbe luogo nel 2001, quando assunse l'aspetto recente.

### Campanile
Il campanile è stato eretto a destra rispetto al presbiterio. Ha base quadrata e si presenta, come la facciata, in due ordini. L'ordine superiore con la cella campanaria è aperta con monofore a tutto sesto.
Si conclude con una copertura a piramide con un pinnacolo.